# Theodor Kaes

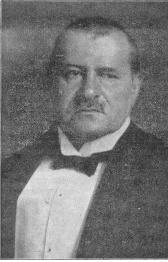
Theodor Kaes

Theodor Joseph Martin Kaes (* 7. November 1852 in Amberg; † 22. Dezember 1913 in Hamburg) war ein deutscher Neurologe.

## Leben
Theodor Kaes leitete in der Staatskrankenanstalt Friedrichsberg, der ersten psychiatrischen Anstalt in Hamburg, das hirnanatomische Labor. Schon vor Gründung der Prosektur hatte sich Kaes seit Jahren mit hirnanatomischen Untersuchungen befasst. Er widmete sich in seinen Studien insbesondere dem morphologischen und faseranatomischen Aufbaus der Hirnrinde.
Im Tafelteil seiner Publikation „Die Großhirnrinde des Menschen in ihren Maßen und in ihrem Fasergehalt – Ein gehirnanatomischer Atlas mit erläuterndem Text“ aus dem Jahre 1907 sind jeweils Ergebnisse von bestimmten Gehirnen dargestellt mit einer Tabelle und zwei Tafeln mit Hirnschnitten. Untersucht wurden dabei sowohl Gehirne von Kindern (Tafel 7–8, Berghausen, weiblich, 9 Monate) als auch Erwachsenen (Schmidt, weiblich, 45 Jahre). Und es waren auch in Hamburg nach 1900 hingerichtete Straftäter, wie die „Engelmacherin von St. Pauli“, Elisabeth Wiese, untersucht worden („Tafel 41-42, Osbahr, männlich, 24 Jahre, Raubmörder, Tafel 39-40, Wiese, weiblich, 45 1/2 Jahre, Engelmacherin“).
Nach seinem Tod im Jahre 1913 trat in Friedrichsberg Alfons Maria Jakob (1884–1931) an seine Stelle.